# Ordres de grandeur de quantité de données
 (juin 2009).
Si vous disposez d'ouvrages ou d'articles de référence ou si vous connaissez des sites web de qualité traitant du thème abordé ici, merci de compléter l'article en donnant les références utiles à sa vérifiabilité et en les liant à la section « Notes et références ».
Pour un article plus général, voir ordre de grandeur.
Cette liste compare les ordres de grandeur pour les données (ou l'information), mesurée en bits. Cet article suppose une attitude formelle par rapport à la terminologie. Ce qui signifie deux choses :
1. un groupe de 8 bits dans un ordinateur est appelé un octet. « Byte » signifie la même chose (dans la langue anglaise) pour la plupart des usages pratiques, mais un byte n'est pas égal à 8 bits sur toutes les architectures d'ordinateur ;
2. les préfixes décimaux kilo, méga,... sont des puissances strictement de 10. Les puissances de 2 sont les préfixes binaires kibi, mébi,...

Ainsi, 8 192 bits de données sont un kibioctet et 8 000 bits sont un kilooctet.

## 1 bit
- 1 bit – Vrai ou faux.
- 3 bits – La taille d'un chiffre octal.
- 4 bits – Un semioctet ou nibble (quelquefois orthographié nybble). La taille d'un chiffre hexadécimal.
- 5 bits – Taille des caractères dans le code Baudot, utilisé dans les communications par télex.
- 6 bits – Taille des caractères dans le code Braille, un système d'écriture tactile pour les aveugles.
- 7 bits – Taille des caractères dans la table des caractères ASCII.
- 8 bits – Un octet. L'équivalent d'un byte sur beaucoup d'architectures d'ordinateur.
- 8 bits – La "taille de mot" (longueur d'instruction) pour divers systèmes de consoles de "troisième génération", incluant : Nintendo Entertainment System (NES), Sega Master System ou l'Atari 7800.

## 10 bits
- 10 bits – Un décabit
  - longueur minimale pour stocker un groupe unique de trois chiffres décimaux.
  - longueur de byte minimale pour stocker un octet unique avec une correction d'erreur.
  - longueur de frame minimale pour transmettre un octet simple par protocoles en série asynchrone.
- 12 bits – longueur de mot du PDP-8 de Digital Equipment Corporation (construit entre 1965 - 1990)
- 16 bits – dans beaucoup de langages de programmation, la taille d'un entier capable d'avoir 65 536 valeurs différentes.
- 16 bits – La "taille de mot" (longueur d'instruction) pour divers systèmes de consoles de "quatrième génération", incluant : Super Nintendo, Sega Megadrive.
- 32 bits (4 octets) – taille d'un entier capable d'avoir 4 294 967 296 valeurs différentes.
- 32 bits – Taille d'un nombre à virgule flottante simple précision IEEE 754.
- 32 bits – Taille des adresses de l'IPv4, le protocole Internet actuel.
- 56 bits (7 octets) – Force de chiffrement du standard DES.
- 64 bits (8 octets) - Taille d'un entier capable d'avoir 18 446 744 073 709 551 616 valeurs différentes.
- 64 bits – Taille d'un nombre à virgule flottante double précision IEEE 754.
- 80 bits (10 octets) – Taille d'un nombre à virgule flottante à précision étendue, pour les calculs intermédiaires qui sont exécutés dans les unités de calcul à virgule flottante de la plupart des processeurs de la famille x86.

## 102bits – Un hectobit
- 100 bits – Un hectobit
- 128 bits (16 octets) – Taille des adresses de l'IPv6, le protocole Internet émergeant.
  - Force de chiffrement minimale du Rijndael et du standard AES et de la sortie de l'algorithme de hachage largement utilisé MD5.
- 160 bits – Longueur de clé maximale des algorithmes de hachage SHA-1, Tiger (hash) standard et Tiger2
- 256 bits (32 octets) – Longueur de clé minimale pour la sortie de hachage recommandée en cryptographie forte en 2004.
- 512 bits (64 octets) – Longueur de clé maximale pour la sortie de hachage en cryptographie forte standard en 2004.

## 103bits – Un kilobit
- 1 024 bits (210 bits, 128 octets) – Un kibibit (Kibit).
- 1 288 bits – Capacité maximale approximative d'une carte à bande magnétique standard.
- 4 096 bits (212 bits, 512 octets) – Taille de secteur typique et unité d'allocation d'espace minimum concernant les volumes de stockage d'ordinateur, avec la plupart des systèmes de fichiers.
- 4 704 bits (588 octets) – Longueur de frame non compressée d'un canal unique dans un fichier standard audio MPEG (75 frames par seconde et par canal), avec une qualité moyenne de 8-bit échantillonné à 44 100 Hz (ou 16-bit échantillonné à 22 050 Hz).
- 8 000 bits (103 octets) – Un kilooctet.
- 8 192 bits = 210 bits × 23  : un kibioctet.
- 9 408 bits (1 176 octets) – Longueur de frame non compressée d'un canal unique dans un fichier standard audio MPEG (75 frames par seconde et par canal), avec une qualité moyenne de 16-bit échantillonné à 44 100 Hz.

## 104bits
- 15 350 bits – Un écran de données affiché sur une console (80 × 24) en texte monochrome 8-bit
- 20 - 50 kbit – Une page de texte dactylographiée (dépendant de la taille de la frappe et du nombre possible de glyphes)

## 105bits
- 100 kbit – la taille approximative de cet article

## 106bits – Un mégabit
- 1 048 576 bits (220 bits) – Un mébibit (Mibit).
- 1 978 560 bits – Un fax d'une page, en résolution standard noir et blanc (1 728 × 1 145 pixels).
- 4 147 200 bits – Une frame non compressée de vidéo DVD NTSC (720 × 480 × 12 bpp Y'CbCr).
- 4 976 640 bits – Une frame non compressée de vidéo DVD PAL (720 × 576 × 12 bpp Y'CbCr).
- 8 388 608 bits = 220 bits × 23 : un mébioctet.

## 107bits
- 11 520 000 bits – Capacité d'un moniteur d'ordinateur en résolution basse (en 2006), 800 × 600 pixels, 24 bpp.
- 11 796 480 bits – Capacité d'une disquette 3.5", familièrement connue comme 1,44 mégaoctet mais actuellement 1,44 × 1 000 × 1 024 octets.
- 25 Mbits – Quantité de données dans un glissement de couleur typique.[réf. nécessaire]
- 46 080 000 bits – Capacité d'un moniteur d'ordinateur en résolution haute (en 2006), 1600 × 1200 × 24 bpp.
- 82 589 933 bits – Taille du plus grand nombre de Mersenne premier connu. Tous ses bits sont égaux à 1.
- 50–100 mégabits – Quantité d'information dans un annuaire téléphonique.

## 108bits
- 150 Mbits – Quantité de données dans une grande carte.[réf. nécessaire]
- 423 360 000 bits : un enregistrement audio de 5 minutes, en qualité CDDA.

## 109bits – Un gigabit
- 1 073 741 824 bits (230 bits) – Un gibibit (Gibit).
- 5,45 × 109 bits (650 mébioctets) – Capacité d'un compact disc habituel.
- 5,89 × 109 bits (702 mébioctets) – Capacité d'un grand compact disc habituel.
- 6,4 × 109 bits – Capacité du génome humain, 3,2 milliards de paires de bases (chaque paire compte pour 2 bits de donnée).
- 8 589 934 592 bits = 230 bits × 23 : un gibioctet.

## 1010bits
- 4,04 × 1010 bits (4,7 gigaoctets) – Capacité d'un DVD simple face, simple couche.
- 2,16 × 1010 bits (2,7 gigaoctets) – Taille de la Wikipédia anglaise sans les images (Compressée, elle fait 1,1 gibioctets).

## 1011bits
- 1,46 × 1011 bits (17 gigaoctets) – Capacité d'un DVD double face, double couche DVD.
- 2,15 × 1011 bits (25 gigaoctets) – Capacité d'un disque Blu-ray simple face, simple couche de 12-cm

## 1012bits – Un térabit
- 1012 bits (125 gigaoctets) – Taille approximative de tous les projets Wikimedia.
- 1 099 511 627 776 bits (240 bits, plus de 137 gigaoctets) – Un tébibit (Tibit).
- 1,6 × 1012 bits (200 gigaoctets) – Capacité d'un disque dur qui serait considéré modérément grand en 2004.
- (approximativement) 4,12 × 1012 bits (515 gibioctets) – En 2002, les données de pi concernant le plus grand nombre de décimales calculées (1,24 billions (échelle longue)).
- 8 796 093 022 208 bits = 240 bits × 23 : un tébioctet.

## 1013bits
- 1 × 1013 bits (1,25 téraoctets) – Capacité de la mémoire fonctionnelle d'un être humain, selon Raymond Kurzweil dans The Singularity Is Near, p. 126.

## 1014bits
- 1,5 × 1014 bits (18,75 téraoctets) – La quantité d'informations dans la Bibliothèque du Congrès aux États-Unis, si elle était entièrement numérisée[1].

## 1015bits – Un pétabit
- 1 125 899 906 842 624 bits (250 bits), un pébibit (Pibit).
- 2,4 × 1015 bits (300 téraoctets) – Volume de stockage utilisé par Internet archive, la librairie électronique et archivage d'Internet, sans but lucratif, en 2004[2].
- 5,5 × 1015 bits (700 téraoctets) – Volume de données stockées artificiellement dans 1 gramme d'ADN en 2012 (preuve de concept)[3].
- 8 000 000 000 000 000 bits (1015 octets) - Un pétaoctet
- 9 007 199 254 740 992 bits = 250 bits × 23 : un pébioctet.

## 1016bits
- 4,5 × 1016 bits (5,625 pétaoctets) – L'espace de disque dur estimé des serveurs de Google en 2004.[réf. nécessaire]

## 1017bits
- 8 × 1017, Capacité de stockage de Data dans le film Star Trek : new generation

## 1018bits – Un exabit
- 1 152 921 504 606 846 976 bits (260 bits), un exbibit (Eibit)
- 1.6 × 1018 bits (200 pétaoctets) – La quantité totale de matériel imprimé dans le monde.[réf. nécessaire]
- 9 223 372 036 854 775 808 bits = 260 bits × 23 : un exbioctet.
- 455 × 1018 bits (455 exabits) – Évaluation de la quantité d'information qui peut être stockée dans un 1 gramme d'ADN[4]

## 1021bits – Un zettabit
- 1 180 591 620 717 411 303 424 bits (270 bits), un zébibit (Zibit)
- 9 444 732 965 739 290 427 392 bits = 270 bits × 23 : un zébioctet.
- 2,36 × 1021 bits (295 exaoctets) – Évaluation de la quantité d’information qui a été stockée entre 1986 et 2007[5].

## 1022bits
- 1,3 zettaoctets – Prévision (par une étude de Cisco) du seul trafic Internet annuel mondial en 2016[6].
- 1,52 × 1022 bits (1,9 zettaoctets) – La quantité d’information qui a été diffusée (télévision, GPS, Internet,...) en 2007[5].

## 1024bits – Un yottabit
- 1 208 925 819 614 629 174 706 176 bits (280 bits), un yobibit (Yibit)
- 9 671 406 556 917 033 397 649 408 bits = 280 bits × 23 : un yobioctet.